# 國立臺中教育大學

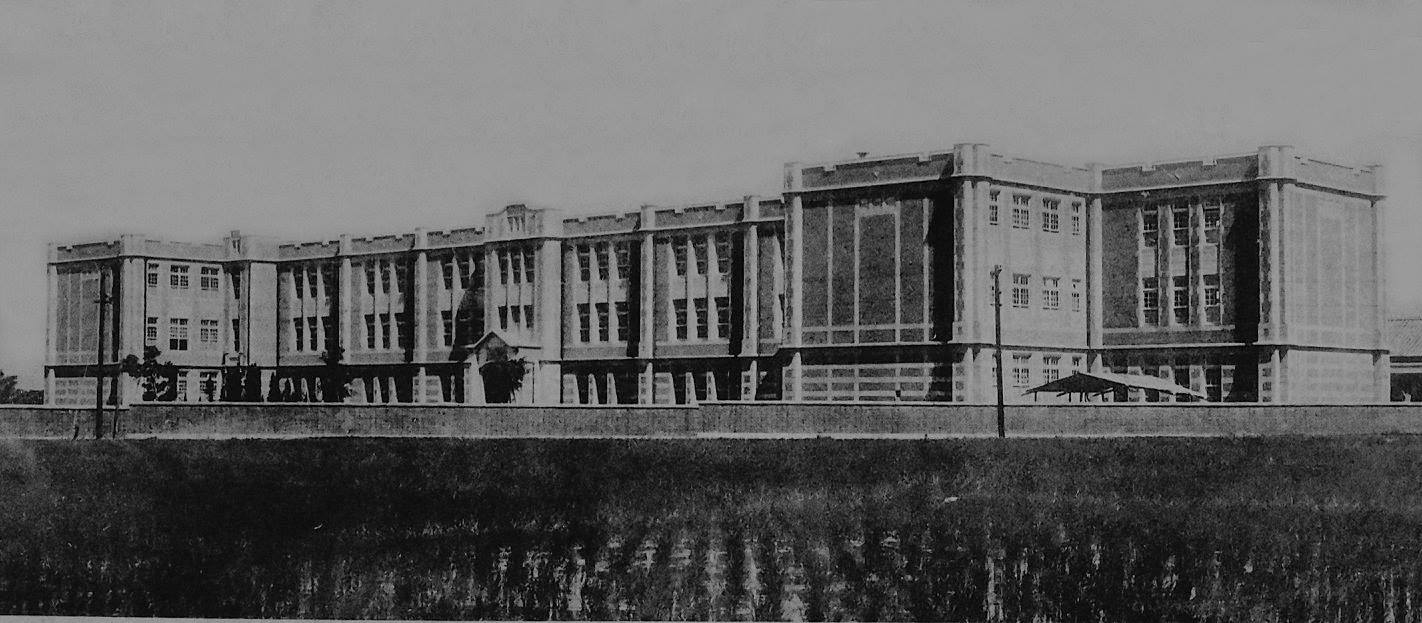
日治時期的臺中師範學校前棟，今行政大樓

國立臺中教育大學（英語：National Taichung University of Education)，簡稱中教大、NTCU，是臺灣國立大學系統與臺灣教育大學系統系統成員校，臺中市西區一所以教育為核心的專業聚焦型特色大學。臺灣各地教育大學合併或改制國立綜合大學之後，該校與國立臺北教育大學為中華民國唯二專門培育小學師資的教育大學，目前設有教育學院、人文學院、理學院與管理學院，以及9所研究中心、附設實驗國民小學及幼稚園。
此校前身為1899年創建於彰化孔子廟的臺中師範學校，為臺灣最早的師範學校之一，後因初等教育發展未如預期順利而於1902年停辦，並於1923年在現址復辦臺灣總督府臺中師範學校。臺灣光復之後，更名為臺灣省立臺中師範學校，翌年增設美術師範科，為臺灣最早設立的專業美術教育機構。

## 歷史
1899年臺灣初等教育開始發展，在彰化孔子廟開辦「臺中師範學校」。
1902年臺灣初等教育發展不如預期，臺中師範學校與臺北師範學校同時停辦；後年亦停辦臺南師範學校。
1923年再次創校「臺灣總督府臺中師範學校」。設演習科，修業年限為七年。
1925年霧社事件當事人之一的花岡一郎（原名拉奇斯·諾敏）考入中師，為賽德克族接受中等教育的第一人
1928年發生臺中師範學校事件，臺籍學生因說臺語被日籍舍監痛罵，導致臺籍學生自覺受辱，引發學生抗議，後舍監被迫當眾道歉並調離學校。今行政大樓落成，同年籌辦附屬公學校（今國立臺中教育大學附設實驗國民小學），並由師範學校校長兼任公學校校長。
1943年升格為臺灣總督府臺中師範專門學校（專科程度），新竹師範學校為本校預科
1945年國民政府接收臺灣總督府轄區後，降格台中師專為高中同等學歷之「臺灣省立臺中師範學校」。
1946年實施分治，師範學校校長不再兼任附屬小學校校長。增設美術師範科，為臺灣最早設立的專業美術教育機構。
1947年二二八事件爆發，台中師範學校學生參與抗爭，遭到逮捕、判刑、監禁及槍決學生百餘人；時任校長洪炎秋遭控叛國遭撤職。美術師範科停招。
1960年升格臺灣省立臺中師範專科學校，辦理三年制國小師資科，招收普師、特師、高中及高職畢業生
1963年增設五年制國校師資科，並成立夜間部
1968年設置暑期部，招收在職國小校長及教師
1973年增設暑期部空中班，招收二年制國小教師進修
1987年升格「臺灣省立臺中師範學院」。設立初等教育、語文教育、社會科教育、數理教育等四系及幼兒教育師資科。
1991年因改隸教育部而更名國立臺中師範學院。
1992年設立國民教育研究所、美勞教育學系、幼兒教育學系。
1993年設立音樂教育學系、特殊教育學系。
1995年初等教育研究所改名國民教育研究所。
1997年設立教育測驗與統計研究所。
1998年設立體育學系、環境教育研究所。數理教育學系拆分為數學教育學系、自然科學教育學系（含碩士班）。
1999年數學教育學系增設碩士班。
2000年設立諮商與教育心理研究所、國民教育研究所增設博士班。
2001年設立特殊教育與輔助科技研究所、語文教育學系增設碩士班。同年12月，破土興建求真樓。
2002年社會科教育學系增設碩士班。
2003年增設美勞教育學系碩士班、幼兒教育學系碩士班。
2004年設立臺灣語文學系、資訊科學學系、語文教育學系博士班、課程與教學研究所、教學科技研究所、早期療育研究所。國民教育研究所與初等教育學系合併更名為國民教育學系。
2005年8月改名為國立臺中教育大學，設置教育學院、人文社會暨藝術學院及數理暨資訊學院。增設英語教學系、數位內容科技學系（含碩士班）、體育學系碩士班、音樂教育學系碩士班、教育測驗統計研究所博士班。
2006年8月國民教育學系更名為教育學系、美勞教育學系更名為美術學系、音樂教育學系更名為音樂系、自然科學教育學系更名為科學應用與推廣學系、英語教學系更名為英語系。諮商與教育心理研究所增設大學部，並更名為諮商與應用心理學系。特殊教育與輔助科技研究所併入特殊教育學系、教學科技研究所併入數位內容科技學系。
2008年8月設立國際企業學系、事業經營研究所、永續觀光暨遊憩管理研究所、文化創意產業發展學位學程。前項四系所納入教育學院，教育學院因而改名教育暨管理學院。
2010年8月社會科教育學系更名為區域與社會發展學系、環境教育研究所更名為環境教育及管理研究所。
2011年8月人文社會暨藝術學院更名為人文學院、數理暨資訊學院更名為理學院，教育暨管理學院拆分為教育學院、管理學院。環境教育及管理研究所併入科學應用與推廣學系為環境教育及管理碩士班。程。課程與教學研究所併入教育學系。早期療育研究所併入幼兒教育學系。事業經營研究所改名事業經營碩士學位學程、永續觀光暨遊憩管理研究所改名永續觀光暨遊憩管理碩士學位學程。
2012年6月與臺北市立教育大學、國立新竹教育大學、國立屏東教育大學組成的臺灣教育大學系統正式成立。同年8月，資訊科學學系更名為資訊工程學系、文化創意產業發展學位學程更名為文化創意產業設計與營運學系，設立教師專業碩士學位學程、高等教育經營管理碩士學位學程。語文教育學系設立華語文教學碩士班。同年11月，英才校區破土興建教學大樓。
2013年8月語文教育學系國小教師在職進修碩士班暑期班改制成夜間班。
2014年8月設立國際經營管理碩士學位學程（IMBA）、國際經營管理碩士在職專班（EMBA）、文創設計管理產業碩士專班。教育測驗統計研究所更名為教育資訊與測驗統計研究所、科學應用與推廣學系更名為科學教育與應用學系。事業經營碩士學位學程併入文化創意產業設計與營運學系為事業經營管理碩士班。
2016年2月英才樓完工，國企系與文創系大部分課程移至英才樓上課。10月，進修推廣部搬遷至英才樓辦公。

## 歷任校長
| 時期        | 校名                       | 任別 | 任期                   | 姓名     | 備註 |
| ----------- | -------------------------- | ---- | ---------------------- | -------- | --- |
| 日 治 時 期 | 臺灣總督府臺中師範學校     | 01   | 1899年9月－1902年4月   | 木下邦昌 | 1899年創校，1902年停辦                                                                                                  |
| 日 治 時 期 | 臺灣總督府臺中師範學校     | 02   | 1923年4月－1935年10月  | 大岩榮吾 | 1923年再建校 |
| 日 治 時 期 | 臺灣總督府臺中師範學校     | 03   | 1935年10月－1938年5月  | 松谷治平 | |
| 日 治 時 期 | 臺灣總督府臺中師範學校     | 04   | 1938年5月－1940年8月   | 三屋靜   | 1940年7月任內去世 |
| 日 治 時 期 | 臺灣總督府臺中師範學校     | 05   | 1940年8月－1943年4月   | 渡邊節治 | |
| 日 治 時 期 | 臺灣總督府臺中師範專門學校 | 06   | 1943年4月－1944年10月  | 甲斐三郎 | |
| 日 治 時 期 | 臺灣總督府臺中師範專門學校 | 07   | 1944年10月－1945年12月 | 西田正一 | |
| 戰 後 時 期 | 臺灣省立臺中師範學校       | 08   | 1945年12月－1946年9月  | 薛健吾   | |
| 戰 後 時 期 | 臺灣省立臺中師範學校       | 09   | 1946年9月－1947年4月   | 洪炎秋   | 第一位臺籍校長。 後曾任國立臺灣大學主任秘書                                                                             |
| 戰 後 時 期 | 臺灣省立臺中師範學校       | 10   | 1947年4月－1948年3月   | 廖英華   | |
| 戰 後 時 期 | 臺灣省立臺中師範學校       | 11   | 1948年3月－1949年7月   | 王毓蘭   | |
| 戰 後 時 期 | 臺灣省立臺中師範學校       | 12   | 1949年7月－1960年1月   | 黃金鰲   | |
| 戰 後 時 期 | 臺灣省立臺中師範專科學校   | 13   | 1960年1月－1967年8月   | 朱匯森   | |
| 戰 後 時 期 | 臺灣省立臺中師範專科學校   | 14   | 1967年9月－1981年11月  | 羅人杰   | |
| 戰 後 時 期 | 臺灣省立臺中師範專科學校   | 15   | 1981年12月－1987年8月  | 陳漢宗   | |
| 戰 後 時 期 | 臺灣省立臺中師範學院       | 16   | 1987年8月－1993年7月   | 簡茂發   | 1991年改隸國立。 後曾任國立臺灣師範大學校長                                                                             |
| 戰 後 時 期 | 國立臺中師範學院           | 16   | 1987年8月－1993年7月   | 簡茂發   | 1991年改隸國立。 後曾任國立臺灣師範大學校長                                                                             |
| 戰 後 時 期 | 國立臺中師範學院           | 代理 | 1993年8月－1994年2月   | 劉湘川   | 現職亞洲大學生物與醫學資訊學系教授                                                                                      |
| 戰 後 時 期 | 國立臺中師範學院           | 17   | 1994年3月－2000年7月   | 劉湘川   | 現職亞洲大學生物與醫學資訊學系教授                                                                                      |
| 戰 後 時 期 | 國立臺中師範學院           | 18   | 2000年8月－2006年7月   | 賴清標   | 2005年改制大學。 校友擔任校長。 現職中臺科技大學兒童教育暨事業經營系教授。 後曾任臺中市政府教育局局長（縣市合併後首任） |
| 戰 後 時 期 | 國立臺中教育大學           | 18   | 2000年8月－2006年7月   | 賴清標   | 2005年改制大學。 校友擔任校長。 現職中臺科技大學兒童教育暨事業經營系教授。 後曾任臺中市政府教育局局長（縣市合併後首任） |
| 戰 後 時 期 | 國立臺中教育大學           | 19   | 2006年8月－2014年7月   | 楊思偉   | 校友（63級）擔任校長。 現職南華大學人文學院院長                                                                         |
| 戰 後 時 期 | 國立臺中教育大學           | 20   | 2014年8月－2022年7月   | 王如哲   | |
| 戰 後 時 期 | 國立臺中教育大學           | 21   | 2022年8月 -            | 郭伯臣   | 新任 |

## 校區
國立臺中教育大學目前有兩個校區，皆位在臺中市西區民生路上，分別為「民生校區」、「英才校區」。有附設小學「中教大實小」，是臺中地區唯二的國立小學之一。

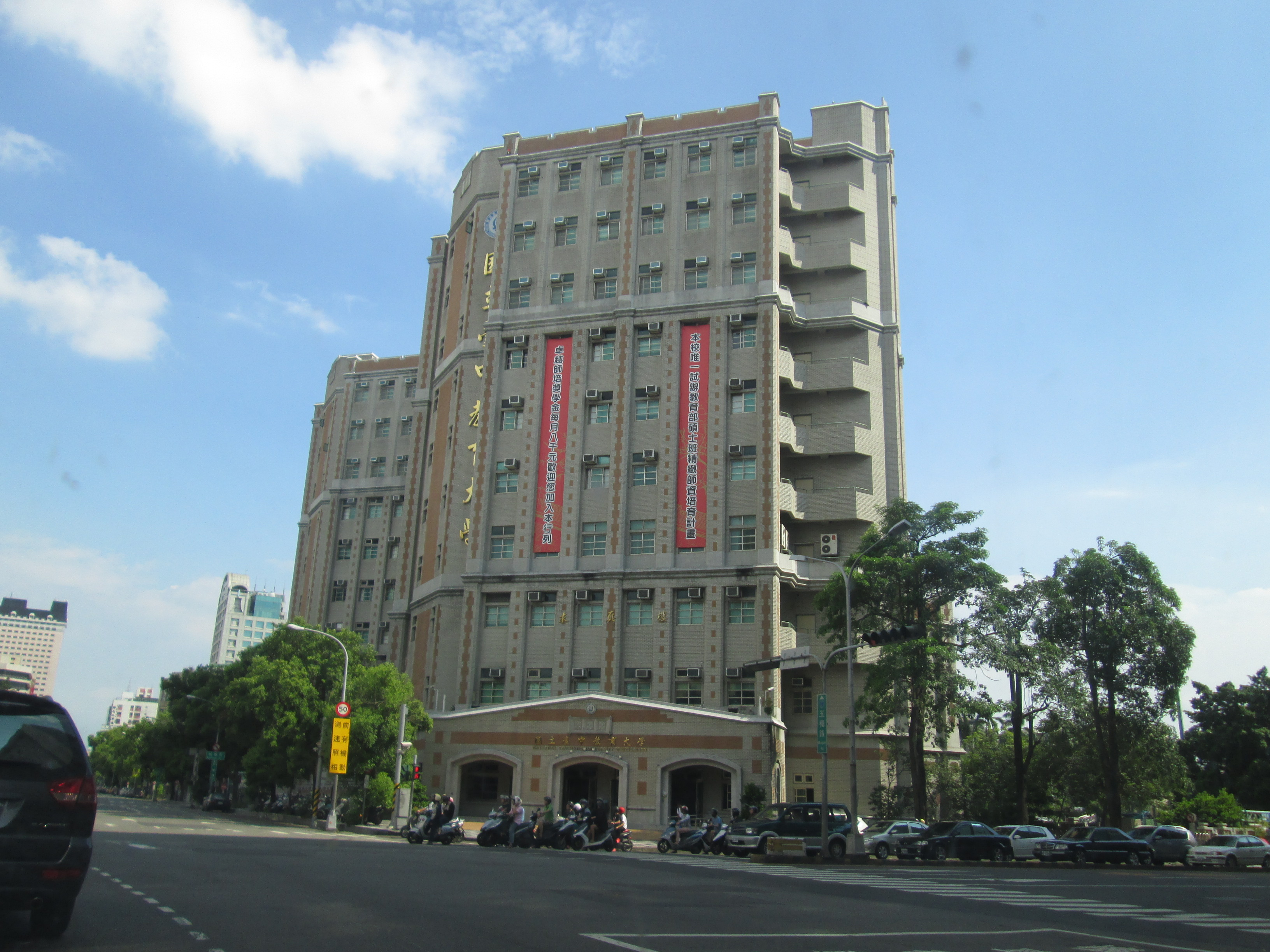
位於民權路與五權路路口的求真樓

- 民生校區：民生校區佔地約為8.9公頃，從校門進入可看見行政大樓佇立於前，後方為綜合教育大樓、自然科學館和藝術大樓，再往前走則分別是莊敬苑、自然環境館、視聽教育大樓、中正館與花園、游泳池，最後可看到美勞教育大樓、館前樓、樂群樓、敬業樓，以及運動場、圖書館和求真樓，各個學系皆有屬於自己的空間；從國立台中教育大學側門旁邊有一座天橋，穿過民權路可來到詠絮樓和迎曦樓。

- 英才校區：和民生校區約相距500公尺，原名「第二校區」。英才樓與寶成演藝廳位於此處，還有網球場與兩排簡易教室，主要用於體育或通識教育相關課程使用。

- 向上校區：現一般分稱為「進修推廣部」與「招待所」，原為教授宿舍。最早改建完成的為向上路一段4號的「國際會館」（25間客房）。2012年2月後，向上路一段6號亦改建為「國際學術交流中心」與「進修推廣部」使用[8]，並有部分管理學院的研究所進駐；同月，位於模範街2巷18及20號的「學人會館」正式營運，並與鄰近之「國際會館」統稱為「招待所」[9]。

- 中華校區：為臺中市西區衛生所舊址，現設有「文創設計中心」，其餘為退休教授宿舍，未來可能規劃為第三學生宿舍區，或是其他系所，計畫目前未定。自民生路口，沿中華路，大華街，柳川西路二段所包圍之區域，除保留位於柳川西路2段158、162號之歷史建築「林之助畫室」，擬興建推廣教育大樓及女生宿舍大樓。

### 建築
- 行政樓：日治時期存留的建築，被列入臺中市文化資產。原稱行政大樓，校長室、教務處、總務處等行政部門還有語教系位於此樓。
- 中正樓：禮堂與體育系位於此樓。
- 勤樸樓：原稱臺英系館，英語系與臺語系位於此樓。
- 美術樓：原稱美勞教育館、美術系館，美術系位於此樓。
- 忠毅樓：原稱館前樓、特教系館，特教系、重量訓練室位於此樓。
- 數學樓：原稱數學教育館，數教系位於此樓。
- 教育樓：原稱綜合教育大樓，學務處、教育系、諮心系位於此樓。
- 科學樓：原稱自然科學館，科學實驗教室及科教系位於此樓。
- 音樂樓：原稱藝術大樓，音樂系位於此樓。
- 環境樓：原為女生宿舍育英樓，後改建為自然環境館，為環境教育研究所與自科系共用大樓，環教所及科教系辦公室位於此樓。
- 樂群樓：學生會、早療中心、英語自學中心位於此樓。
- 求真樓：校內最高建築，第一代求真樓之三層樓建築於九二一大地震損毀後重建而成，幼教系、區社系、數位系、資工系、計網中心及校內最大演藝廳位於此樓，地下室為停車場。2016年英才校區新建大樓英才樓完工啟用後，部分科系及原位於行政大樓的通識中心及求真樓的國企系已經搬遷至英才校區英才樓。
- 英才樓：位於英才校區，設有「寶成演藝廳」。地下室為停車場。
- 向上樓：位於向上校區，進推部、事經所、高教所位於此樓。
- 圖書館
- 莊敬苑：女生宿舍，與環境樓相連。
- 迎曦樓：男生宿舍，學生餐廳位於此樓。
- 大小詠絮樓：女生宿舍。
- 簡易教室：定位為暫時性的平房建築，分布於校本部五權路圍牆側、英才校區。目前為社團團部、進推部課程教室、韻律教室、桌球教室。
- 游泳池：為學校體育學系輕艇隊練習之場所，平日只開放給學校學生上游泳課程使用。
- 學生活動廣場：原為敬業樓，2006年因九二一大地震判定為危樓而拆除，改建為現狀；2015年學生活動廣場因設備老舊而重新整修，整修完成啟用後命名為星夢谷。

### 意象與裝置藝術
- 象牙噴水池：位於行政樓前的白色噴水池，原欲製造為雙象牙狀但當時有其施工難度而成為今之圓弧形，不過仍不減美觀。白色樣貌、兩道弧形噴水管、圓形承水盤、寬厚之底部等都有其象徵意義，也是校徽圖案的由來。
- 孔子銅像：位於操場邊五權路側，為臺日校友贈建。
- 「中師之光」銅雕：位於中正樓內。
- 師道‧詩道：位於音樂樓後方的木棧道。
- 師道百年長河之門：位於行政樓後方中央通道，前衛與紅色的外形相當醒目。
- 校友藝文步道：位於圖書館前與忠毅樓間的磚道。
- 柳川：雖非校園的一部分但與學校的意象或活動息息相關，如建校於柳川之畔、文創設計中心之「花漾柳川創藝屯」、......等。

- 大門與噴水池
- 師道百年長河之門
- 夜晚的師道百年長河之門

## 組織

### 教學單位
國立臺中教育大學目前共分四個學院，分別為教育學院、人文學院、理學院、管理學院；共設17學系、5碩士學位學程、1獨立研究所，另有16碩士班、2博士班、13碩士在職專班附屬於相關系所之中。
| 教育學院 | 教育學系（含碩、博士班） 課程與教學碩士班、碩士在職專班 教育行政與管理碩士在職專班 學校行政領導專業發展中心 | 特殊教育學系（碩士班、碩士在職專班） |
| 教育學院 | 幼兒教育學系（碩士班、碩士在職專班） 早期療育碩士班、碩士在職專班                                           | 體育學系（碩士班、碩士在職專班）     |
| 教育學院 | 教育資訊與測驗統計研究所（碩、博士班） 國民小學教師在職進修教學碩士學位班                                   | 教師專業碩士學位學程                 |

| 管理學院 | 國際企業學系                     | 文化創意產業設計與營運學系 事業經營碩士班 |
| 管理學院 | 高等教育經營管理碩士學位學程     | 永續觀光暨遊憩管理碩士學位學程            |
| 管理學院 | 國際經營管理碩士在職專班（EMBA） | 國際經營管理碩士學位學程（IMBA）          |

| 人文學院 | 語文教育學系（碩、博士班） 華語文教學碩士班 國民小學教師在職進修教學碩士學位班 | 區域與社會發展學系（碩士班） 國民小學教師在職進修教學碩士學位班 |
| 人文學院 | 臺灣語文學系（碩士班）                                                         | 英語學系（碩士班）                                              |
| 人文學院 | 美術學系（碩士班）                                                             | 音樂學系（碩士班）                                              |
| 人文學院 | 諮商與應用心理學系（碩士班）                                                   |                                                                 |

| 理學院 | 數學教育學系（碩士班） 國民小學教師在職進修教學碩士學位班 | 科學教育與應用學系 碩士班、碩士在職專班 環境教育及管理碩士班、環境教育及管理碩士在職專班 |
| 理學院 | 資訊工程學系（碩士班）                                    | 數位內容科技學系（碩士班、碩士在職專班）                                                 |

| 研究中心 | 通識教育中心               | 特殊教育中心               |
| 研究中心 | 早期療育實驗中心           | 測驗統計與適性學習研究中心 |
| 研究中心 | 教師專業能力測驗中心       | 永續觀光研究中心           |
| 研究中心 | 英語自學中心               | 科學教育中心               |
| 研究中心 | 環境教育及管理學術研究中心 | 華語文中心                 |
| 研究中心 | 教師教育研究中心           | 教學發展中心               |
| 研究中心 | 原住民族教育及文化研究中心 | 數學學習領域教學中心       |
| 研究中心 | 英語學習領域教學中心       |                            |

### 行政單位
| 行政單位 | 教務處 註冊組 課務組 綜合業務組 教學發展中心                                 | 學生事務處 課外活動指導組 生活輔導組 衛生保健組 諮商中心 原資中心 軍訓室（校安中心） 體育室 |
| 行政單位 | 總務處 出納組 營繕組 經營資產管理組 事務組 文書組 職安組                     | 國際事務暨研究發展處 國際事務組 學術發展組 產學合作組                                       |
| 行政單位 | 師資培育暨就業輔導處 課程教學組 教育實習與輔導組 就業輔導組 教師教育研究中心 | 計算機與網路中心 網路與資安組 資訊系統組                                                    |
| 行政單位 | 圖書館 採編組 閱覽典藏組 參考服務組                                          | 進修推廣部 企劃組 服務組 華語文中心 國際教育中心                                            |
| 行政單位 | 秘書室                                                                       | 人事室                                                                                      |
| 行政單位 | 主計室                                                                       | 校務中心                                                                                    |

## 重要活動
國立臺中教育大學的校慶通常在11、12月舉行，主要活動內容包括「各系創意進場」及美術系的「年度校慶美展」。此外每年也會針對新生舉辦迎新相關活動，例如新生盃、新生合唱比賽等。此外，美術系每年也會舉行「藝術季」和「美術系畢業美展」兩項年度重要活動，藝術季固定於每年3月底舉行「藝術季美展及化裝遊行」；美術系畢業美展每年6月於臺中市文化局大墩藝廊，展出應屆畢業生四年創作成果。
英語學系也每年舉辦「英浪盃英語歌唱比賽」(English Wave Singing Competition)，大一學生以全英文方式主持節目。例如2006年則以聖誕節為主題，主持人扮成麋鹿、聖誕老公公、搖滾龐克歌手、吉他手、聖誕樹以及聖誕禮物。
體育系每年也會舉辦「體育發表會」。「兒童劇展」則是語教系、英語系年度盛事。至於幼教系每年也會演出「荳荳劇場」與「啦啦隊比賽」，其中「荳荳劇場」除校內演出外，校外亦有公演（臺中市文化局或中興堂）。
此外還有由中教大海韻吉他社舉辦的「神采飛揚：吉他社年度發表會」以及各校皆可報名參加的「民歌比賽」。

## 外部連結
- 官方网站
- 臺中師範學院前棟大樓(舊稱：臺中師範學校)——文化部文化資產局（页面存档备份，存于）
- 臺灣大專院校整併
- 大專校院校務資訊公開平台（页面存档备份，存于）